# Pušovce
Pušovce (ungarisch Pósfalva – bis 1907 Pósfalu) ist eine Gemeinde im Osten der Slowakei mit 563 Einwohnern (Stand 31. Dezember 2024) im Okres Prešov, einem Teil des Prešovský kraj, und wird zur traditionellen Landschaft Šariš gezählt.

## Geographie

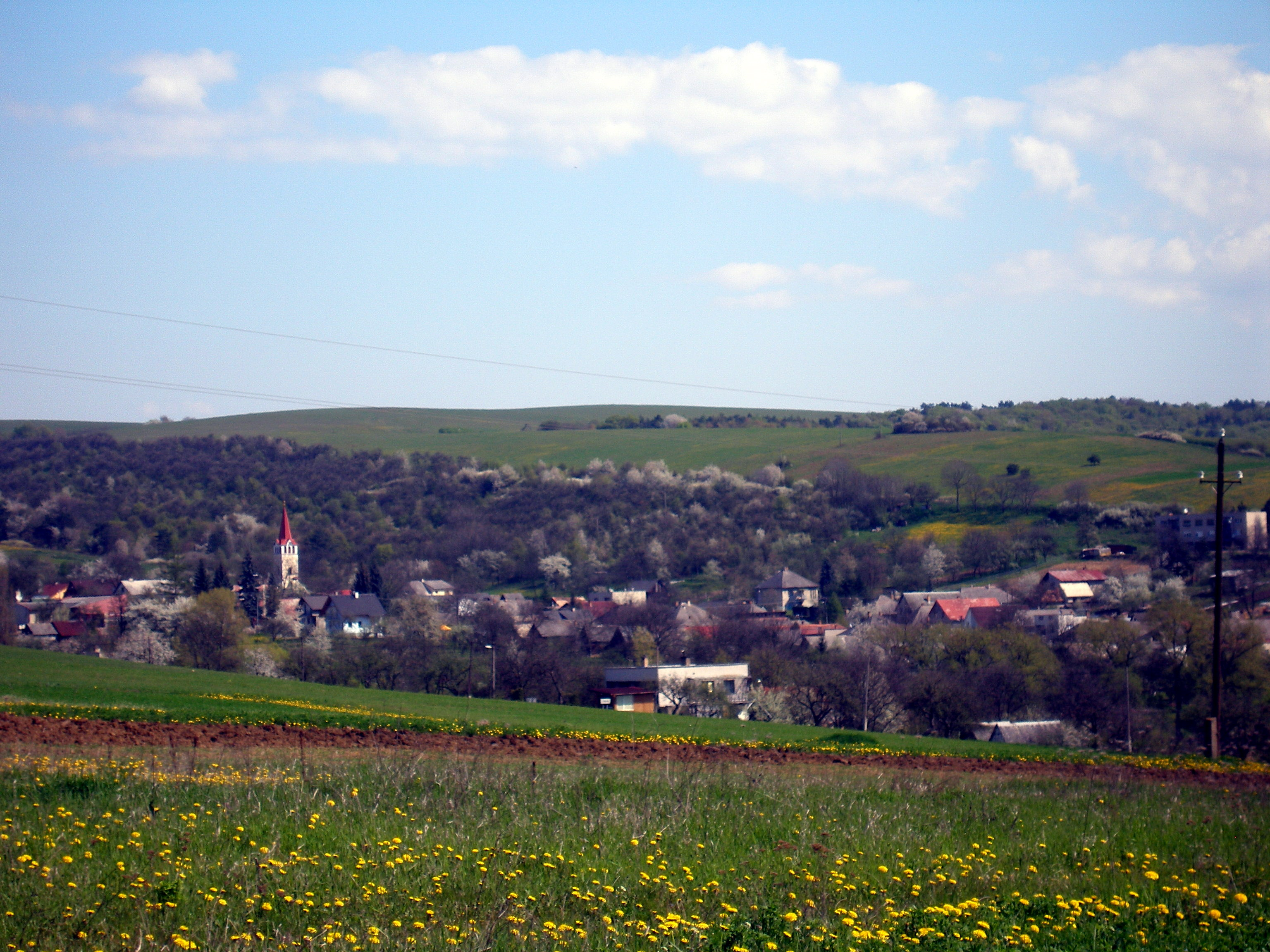
Pušovce

Die Gemeinde befindet sich am Südhang der Niederen Beskiden im Quellbereich von Zuflüssen des Sekčov und der Topľa. Das Ortszentrum liegt auf einer Höhe von 330 m n.m. und ist 18 Kilometer von Prešov entfernt.
Nachbargemeinden sind Dukovce und Želmanovce im Norden, Kuková im Nordosten, Kračúnovce im Osten, Chmeľov im Südosten, Čelovce im Südwesten und Proč im Westen und Nordwesten.

## Geschichte

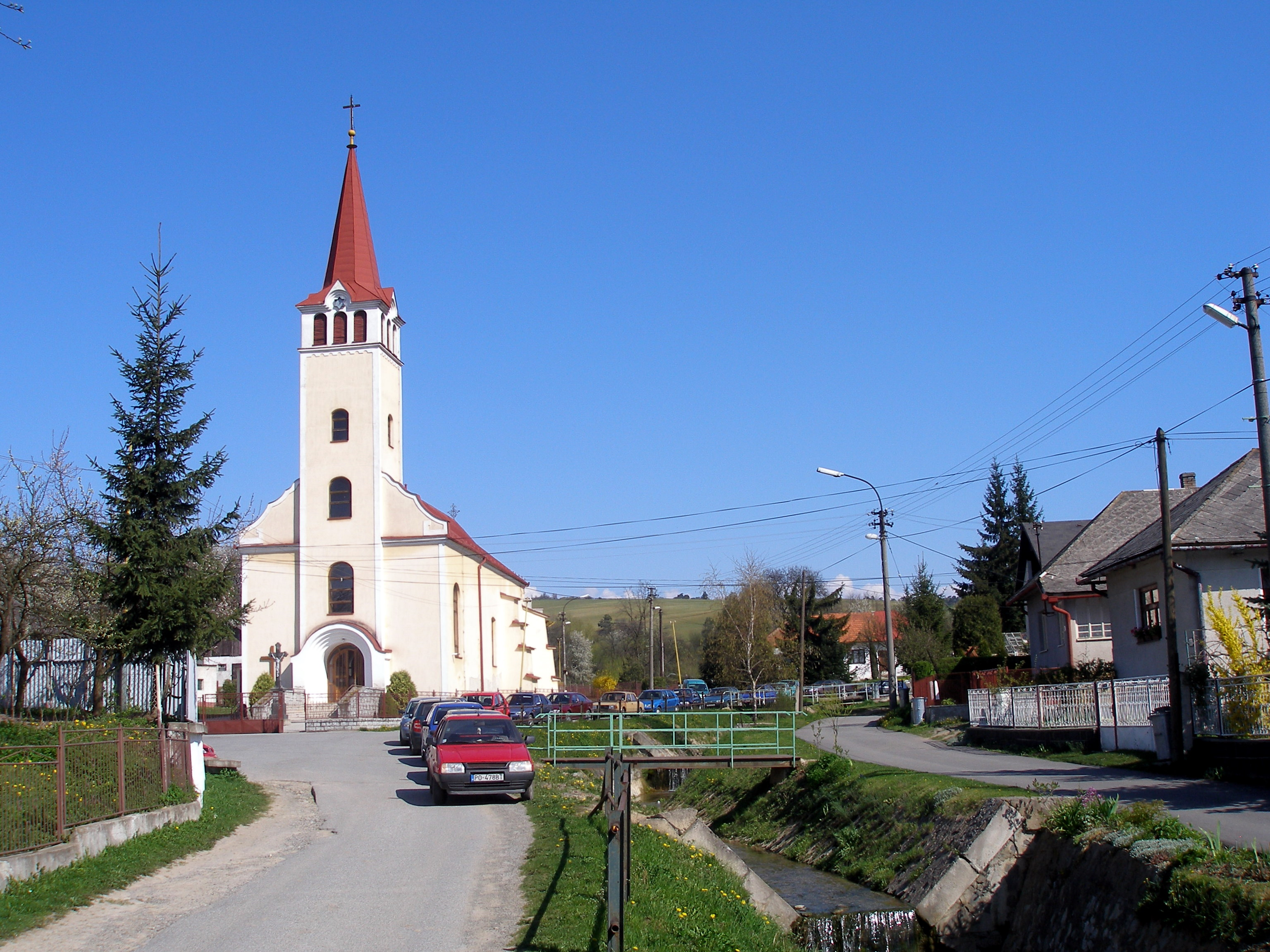
Kirche

Pušovce wurde zum ersten Mal 1352 als Komlos oder Pousfalva schriftlich erwähnt. Zur Zeit der Ersterwähnung war das Dorf Teil des Herrschaftsgebiets von Chmeľovec, später war es Besitz des Landadels sowie vom 17. bis zum 19. Jahrhundert der Familie Sztankay. 1427 wurden sieben Porta verzeichnet, 1787 hatte die Ortschaft 24 Häuser und 154 Einwohner, 1828 zählte man 26 Häuser und 208 Einwohner, die als Landwirte beschäftigt waren.
Bis 1918/1919 gehörte der im Komitat Sáros liegende Ort zum Königreich Ungarn und danach zur Tschechoslowakei beziehungsweise heute Slowakei. Nach dem Zweiten Weltkrieg wurde die örtliche Einheitliche landwirtschaftliche Genossenschaft (Abk. JRD) im Jahr 1960 gegründet (1964 mit Genossenschaften aus Čelovce und Šarišská Trstená fusioniert, danach 1967 an die jene aus Proč angegliedert), ein Teil der Einwohner pendelte zur Arbeit nach Prešov.

## Bevölkerung
| Jahr                | 1994 | 2004    | 2014    | 2024    |
| ------------------- | ---- | ------- | ------- | ------- |
| Anzahl der Personen | 528  | 549     | 527     | 563     |
| Unterschied         |      | +3,97 % | −4,00 % | +6,83 % |

| Jahr                | 2023 | 2024    |
| ------------------- | ---- | ------- |
| Anzahl der Personen | 545  | 563     |
| Unterschied         |      | +3,30 % |

Nach der Volkszählung 2011 wohnten in Pušovce 544 Einwohner, davon 537 Slowaken und zwei Tschechen. Fünf Einwohner machten keine Angabe zur Ethnie.
485 Einwohner bekannten sich zur römisch-katholischen Kirche, 44 Einwohner zur Evangelischen Kirche A. B., fünf Einwohner zur griechisch-katholischen Kirche und ein Einwohner zur orthodoxen Kirche. Drei Einwohner waren konfessionslos und bei sechs Einwohnern wurde die Konfession nicht ermittelt.

## Baudenkmäler
- römisch-katholische Kirche Mariä Geburt im klassizistischen Stil aus dem Jahr 1812

## Verkehr
Durch Pušovce führt die Straße 3. Ordnung 3456 von Kapušany (Anschluss an die Straße 2. Ordnung 545) nach Chmeľov (Anschluss an die Straße 1. Ordnung 21). Westlich des Ortskerns zweigt die Straße 3. Ordnung 3466 Richtung Čelovce ab.

## Söhne und Töchter der Gemeinde
- Jozef Migaš (* 1954), slowakischer Politiker und Diplomat